# 137号線 (ポーランド)
137号線またはカトヴィツェ - レグニツァ線（ポーランド語: Linia kolejowa Katowice–Legnica）はポーランド共和国シロンスク県の県都カトヴィツェと下シロンスク県レグニツァを結ぶ幹線鉄道である。プロイセン王国時代の1840年代から1870年代までこの路線はブレスラウ＝シュヴァイトニッツ＝フライブルク鉄道（Breslau-Schweidnitz-Freiburger Eisenbahn, BSF）および上シュレージエン鉄道（Oberschlesische Eisenbahn, OSE）により建設されて、両社の様々な路線が結合された。

## 沿線概況
カトヴィツェ - レグニツァ線はシロンスク県の工業と交通の要地カトヴィツェの主要駅で始まる。カトヴィツェ駅ではワルシャワ方面、オシフィエンチム方面、ズヴァドニ方面の鉄道路線がこの路線と接続する。列車が起点駅を出発すると、すぐにカトヴィツェ - ズヴァルドニ線が分岐する。この路線は西の方に伸びて、ホジュフでは石炭回廊の主要路線ホジュフ - トチェフ線が分岐する。列車はルダ・シロンスカ駅の近くで少し西南の方へ走行して、ザブジェに進入する。カトヴィツェ - グリヴィツェ線とザブジェ - グリヴィツェ線はこの路線とグリヴィツェ市ソシニツァ区で合流する。列車はグリヴィツェ駅を出発して北西方向に走行する。グリヴィツェ・ワベンディ駅ではグリヴィツェ - ピスコヴィツェ線が、ルジニェツ・グリヴィツキ駅では貨物専用線トシェク - ルジニェツ線がそれぞれ接続する。ケンジェジン・コジレ駅の寸前にケンジェジン・コジレ - ボフミーン線がこの路線と合流して、カトヴィツェ - ケンジェジン・コジレ区間はこの路線の電化区間およびかつてのOSE本線一部である。
列車がケンジェジン・コジレ駅を出発すると、ケンジェジン・コジレ - オポレ線がすぐにこの路線から離れる。オドラ川鉄道橋から続く、旧コーゼル駅である西駅には旧ケンジェジン・コジレ - バボルフ線が分岐した。列車は続いて西の方へ走行して、かつてOSEのグウプチツェ - ラツワヴィツェ・シロンスク線が分岐したラツワヴィツェ・シロンスク駅に到着する。この路線はチェコ国境の隣接地域を経てプルドニック駅に至る。プルドニック駅ではKゴゴリン - プルドニック線が、ノヴィ・シュフィエントゥーフ駅ではノヴィ・シュフィエントゥーフ - ミクロヴィツェ線および旧ノヴィ・シュフィエントゥーフ - スワーフニオヴィツェ・ニスキエ線がそれぞれ接続する。列車は今や北の方へ走行して、ニサ駅の寸前にオポレ - ニサ線がこの路線と合流する。かつてナイセ郡鉄 (Neisser Kreisbahn AG) の路線網はニサ駅と連結された。クラジュカー・ニサ川鉄道橋の北側でニサ-ブダジェク線はこの路線から離れて、線路は西へ向かってオトムッフフに至る。オトムッフフ駅はかつてオトムッフフ - ベルナティツェ線とオトムッフフ - プジェヴォルノ線の接続駅であった。この路線はオトムッフフ湖畔の北側を経てクラジュカー・ニサ川と並行しカミエニェツェ・ゾンプコヴィツキ駅に至る。その駅ではヴロツワフ - リフコフ線がこの路線と交差する。列車は北の方に走行してゾンプコヴィツェ・シロンスキエを貫通する。ゾンプコヴィツェ駅の前にフランケンシュタイン郡鉄（Frankensteiner Kreisbahn）のターミナル駅があった。
ピワヴァ・グルナ駅で旧コビエジツェ - ピワヴァ・グルナ線がかつて分岐した。列車は西の方に走行して、ジエジョヌフ駅の寸前にビエラヴァ - ジエジョヌフ線がこの路線と合流する。旧ふくろう山地鉄道（Eulengebirgebahn）はジエジョヌフ駅の近くでピエルシツェレ方面に伸びた。列車が西北の方へ走行しシフィドニツァに進入すると、ヴロツワフ - イェドリナ・ズドルイ線が旧シフィドニツァ・クラショヴィツェ駅でこの路線と交差する。ヤヴォジナ・シロンスカ駅ではヴロツワフ - ズゴジェレッツ線がこの路線と交差する。列車は今度北の方へ走行しスチェゴムに到着して、連絡線のみで活用されるマルチツェ - マルチジュフ線がその駅で連結される。ヤヴォル駅でヤヴォル - マルチツェ間小鉄道がかつて接続して、旧ヤヴォル - ロズトカ線が連絡線向けに使用される。列車は方向を転換し北の方へ走行してレグニツァ市に進入する。ヴロツワフ - グーベン線がこの路線と合流すると、列車は終点のレグニツァ駅に到着する。

## 歴史

### ブレスラウ＝シュヴァイトニッツ＝フライブルク鉄道および上シュレージエン鉄道
最初の開通区間はコェーニヒスツェルト（現在ヤヴォジナ・シロンスカ） - シュヴァイトニッツ（現在シフィドニツァ市街駅）区間で、1844年7月21日にBSFにより開通された。BSF本線であったブレスラウ（現在ヴロツワフ） - フライブルク（現在シフィエボジツェ）区間は1843年10月に通行可能となって、およそ10 kmの分岐線がこの路線の起源となった。一方、OSEは1845年11月2日に本線をオポレからコェーニヒスヒュッテ（現在ホジュフ・バトリ）まで延長して、現在のケンジェジン・コジレ - オポレ線およびケンジェジン・コジレ - ホジュフ区間の営業が開始された。1846年10月3日にOSE本線はカトヴィッツ（現在カトヴィツェ）を経てミュスローヴィッツ（現在ムィスウォヴィツェ）まで延長された。
1850年代にBSFはシュレージエンの西部に鉄道建設を続行して、1855年12月24日ライヒェンバッハ（現在ジエジョニュフ・シロンスキ） - シュヴァイトニッツ区間、1856年12月16日コェーニヒスツェルト - リークニッツ（現在レグニツァ）区間をそれぞれ開通した。1858年11月1日BSF路線はフランケンシュタイン（現在ゾンプコヴィツェ・シロンスキエ）まで延長された。BSFの路線網拡張の間、OSEは1857年に国家により運営されることとなった。
1874年4月1日にOSEはフランケンシュタイン - カーメンツ（現在カミエニェツェ・ゾンプコヴィツキ - ゾンプコヴィツェ）間を開通して、この路線を自社のブレスラウ - ミッテルヴァルデ線と連結した。同年12月28日にカーメンツ-ギースマンスドルフ間が開業された。1875年11月1日にナイセ（現在ニサ）- ツィーゲンハルス区間はドイチュヴェッテ駅（現在ノヴィシフィエ駅）を中間駅として開通された。翌年6月12日にナイセ - ギースマンスドルフ間が開通された。一方、ドイチュヴェッテ駅からコーゼル駅（現在ケンジェジン・コジレ駅）方面の鉄道建設は翌年まで進行されて、この路線は1876年6月15日ノイシュタットまで延長された。ノイシュタット - レオプシュッツ区間はドイチュラッセルヴィッツ駅を中間駅として同年8月15日に貨物運送向けに開業されて、旅客列車は同年10月1日よりその区間を通行できた。コーゼル - ドイチュラッセルヴィッツ区間は1876年12月1日に貨物運送向けに、同月15日に旅客運送向けに開通されて、OSEの鉄道建設プロジェクトは一段落した。1880年代に両社は王立プロイセン鉄道により合併された。

### ドイツ国営鉄道
1921年3月20日実行されたシュレージエン住民投票の結果、1922年に国境線はルダとヒンデンブルク（現在ザブジェ）の間に確定された。1939年ナチスドイツがポーランドを侵攻するまで、ヒンデンブルク - リーグニッツ間はドイツ国営鉄道により運営された。

### ポーランド国鉄
第二次世界大戦の終戦後、ポーランド・ドイツの国境線が変更されて、この路線はポーランド国鉄の鉄道網に組み入れられた。1957年6月1日にカトヴィツェ - グリヴィツェ区間は電車線で改修された。電化区間は1960年10月3日にグリヴィツェ・ワベンディ駅まで、1962年7月18日にケンジェジン・コジレまで拡張された。
1975年にルジニェツ - ケンジェジン・コジレ区間は三線複線で改修されたが、その後三番目の線路は部分的に廃止された。
2009年以降ニサ - カミエニェツェ・ゾンプコヴィツキ区間の旅客列車運行が中止されている。2018年夏以降、旅客列車が週末に限ってその区間で走行する。

## 運行形態
- 普通列車（D4）: ビエラヴァ - ジエジョヌフ・シロンスキ - モシチスコ・ジエジョヌフスキ - クシジョヴァ-シフィドニツァ市街駅 - ソブトカ - コビエジツェ - ヴロツワフ。下シロンスク鉄道（Koleje Dolnoslaskie, KD）運営[9]。
- 中距離列車（D40）: ビエラヴァ - ジエジョヌフ・シロンスキ - シフィドニツァ市街駅 - ザヴィシュフ - ヤヴォジナ・シロンスカ。KD運営[9]。
- 普通列車（D64）: グウシカ - イェドリナ・ズドルイ - シフィドニツァ市街駅 - ザヴィシュフ - ヤヴォジナ・シロンスカ。KD運営[9]。
- 普通列車（D91）: クウォジコ - カミエニェツェ・ゾンプコヴィツキ - ゾンプコヴィツェ・シロンスキエ - ピワヴァ・グルナ - ジエジョニュフ・シロンスキ - モシチスコ・ジエジョヌフスキ - クシジョヴァ - シフィドニツァ市街駅 - ザヴィシュフ - ボレスワヴィツェ・シヴィドニツキエ - ヤヴォジナ・シロンスカ - スタノヴィツェ - スチェゴム - ゴチャウクフ - ロゴジニツァ - ヤヴォル - スタリ・ヤヴォル - プジビウォヴィツェ - ストレファ - ピエカリ - レグニツァ。KD運営[9]。